# Phare de Liepāja
Le phare de Liepāja (en letton : Liepājas bāka) est un phare actif qui est situé à Liepāja, sur la côte de la mer Baltique, dans la région de Kurzeme en Lettonie. Il est géré par les autorités portuaires de Liepāja.
Il est considéré comme monument culturel de Lettonie  depuis le 22 avril 2010.

## Histoire
Le phare a été construit en 1868 sur le brise-lames sud de Liepāja qui est le port principal de la Lettonie sur la mer Baltique. Avant la Première Guerre mondiale c'était une base importante pour la Marine russe. Le phare a été préfabriqué en Angleterre par Chance Brothers (en). Il a été équipé d'un appareil optique de 1er ordre d'environ 2 m de diamètre et alimenté par une lampe au kérosène.
En novembre 1914, il a été endommagé par le bombardement du croiseur de la Kaiserliche Marine SMS Augsburg au début de la Première Guerre mondiale. Mais en 1915, il a été équipé de deux lentilles de 250 mm de focale alimentées par une lampe électrique de 1.000 W. Il a été réparé dans les années 1923-25.
La lentille de Fresnel a été enlevé par des troupes soviétiques dès le début de la Seconde Guerre mondiale, mais le phare n'a subi aucun dégât durant cette guerre.
Actuellement, la galerie supérieure du phare est accessible par un escalier intérieur de cent quarante neuf marches.

## Description
Le phare est une tour cylindrique en fonte de 33 mètres de haut, avec galerie et lanterne, peinte avec des bandes horizontales rouges et blanches. Son feu isophase émet à une hauteur focale de 32 mètres, un long éclat blanc toutes les 6 secondes. Sa portée nominale est de 16 milles nautiques (environ 30 km).
Identifiant : ARLHS : LAT-008 - Amirauté : C-3396 - NGA : 12060 - Numéro Lettonie : UZ-700 .

## Caractéristique duFeu maritime
Fréquence : 6 secondes (W)
- Lumière : 3 secondes
- Obscurité : 3 secondes

|          |
| Lettonie |

|          |
| Le phare |

### Liens connexes
- Liste des phares de Lettonie
- Lieux et monuments de Liepāja